# Stylinina
Sous-ordre
Les Stylinina sont un sous-ordre éteint de coraux durs de l'ordre des Scleractinia.
Les différentes espèces se retrouvent dans des terrains allant du Trias au Miocène, avec une répartition mondiale.

## Liste des familles
- † Agatheliidae Beauvais & Beauvais, 1975
- † Cladophylliidae Morycowa & Roniewicz, 1990
- † Cyathophoridae Vaughan & Wells, 1943
- † Euheliidae de Fromentel, 1861
- † Euhellidae Vaughan & Wells, 1943
- † Stylinidae d'Orbigny, 1851